# 五ヶ瀬町立鞍岡中学校
五ヶ瀬町立鞍岡中学校（ごかせちょうりつ くらおかちゅうがっこう）は、かつて宮崎県西臼杵郡五ヶ瀬町大字鞍岡にあった公立の中学校。
2016年（平成28年）3月末をもって閉校し、五ヶ瀬町立五ヶ瀬中学校へ統合された。

## 概要
歴史
1947年（昭和22年）の学制改革の際に、新制中学校として創立。2012年（平成24年）には創立65周年を迎えた。2016年（平成28年）3月末をもって閉校し、69年の歴史に幕を下ろした。五ヶ瀬町内の中学校2校（三ヶ所・鞍岡）の統合により、旧・三ヶ所中学校の校地に、五ヶ瀬町立五ヶ瀬中学校が設置された。
校章
中央に「中」の文字を配している。
校歌
1958年（昭和33年）制定。作詞は池田為治、作曲は佐藤五雄による。歌詞は3番まであり、各番の歌詞中に校名の「鞍岡中学」が登場する。
通学区域
「五ヶ瀬町大字鞍岡」。小学校区は五ヶ瀬町立鞍岡小学校。

## 沿革
- 1947年（昭和22年）- 学制改革が行われる（六・三制の実施）。
  - 4月30日 - 新制中学校の設置が認可される。
  - 5月8日 - 新制中学校「鞍岡村立鞍岡中学校」が開校。初代校長は原慶二。鞍岡小学校にて開校式を挙行。鞍岡小学校の2教室および、鞍岡青年学校の1教室を借り受け、授業を開始。
- 1948年（昭和23年）
  - 6月 - 新築の鞍岡村公民館を借り受けて、仮校舎（3教室）とする。
  - 9月 - 父母と先生の会が発足。
  - 11月 - 新校舎が完成。
- 1951年（昭和26年）12月14日 - 火災により校舎を焼失。以後、鞍岡村公民館を仮校舎として授業を行う。
- 1952年（昭和27年）
  - 1月 - 鞍岡小学校旧校舎（6教室）を借り受け、仮校舎とする。
  - 12月 - 校地を字寺村に移転。
- 1953年（昭和28年）
  - 4月 - 寄宿舎を設置し、東臼杵郡椎葉村財木地区の生徒を収容。
  - 7月 - 新校舎と運動場が完成。
- 1954年（昭和29年）
  - 4月 - 本館を増築。
  - 5月 - 柔道場が完成。
- 1956年（昭和31年）
  - 8月1日 - 五ヶ瀬町の発足に伴い、「五ヶ瀬町立鞍岡中学校」（最終名）に改称。
  - 12月 - 寄宿舎を移転。
- 1958年（昭和33年）9月 - 校歌と校旗を制定。
- 1961年（昭和36年）
  - 3月 - 講堂（へき地集会所）が完成。
  - 6月 - 校庭を拡張。
- 1966年（昭和41年）11月 - 特別教室が完成。
- 1967年（昭和42年） - 完全給食を開始。
- 1970年（昭和45年）4月1日 - 特殊学級を設置。
- 1972年（昭和47年）
  - 3月14日 - 火災により、校舎を焼失。
  - 8月 - 鉄骨ブロック造2階建て新校舎が完成。
- 1980年（昭和55年）11月 - 格技場（相撲場）が完成。
- 1987年（昭和62年）1月 - 体育館および寄宿舎（冬季季節）が完成。
- 1988年（昭和63年） 
  - この年 - ノーチャイム運動を開始。
  - 12月14日 - 少年消防隊が発足。（1951年（昭和26年）の火災が起きた12月14日を学校独自の「防災の日」と定める。）
- 1990年（平成2年） - 五ヶ瀬ハイランドスキー場開業に合わせ、スキー教室を開始。
- 1992年（平成4年）9月 - コンピュータ室を設置。
- 1993年（平成5年）4月 - 校門を設置。
- 1994年（平成6年）9月 - 髪型に関する校則を改正し、長髪を可とする。
- 1996年（平成8年）
  - 3月 - 新校舎が完成し、移転を完了。
  - 5月 - 新校舎およびプール落成式を挙行。
  - 11月3日 - 創立50周年記念式典を挙行。
- 1999年（平成11年）9月 - パソコン室を設置。
- 2001年（平成13年）1月 - 第1回立志式を開催。
- 2016年（平成28年）
  - 2月20日 - 閉校式を挙行。
  - 3月31日 - 閉校。五ヶ瀬町立三ヶ所中学校と統合され、「五ヶ瀬町立五ヶ瀬中学校」が新設される。

跡地の活用
鞍岡地区複合型交流施設「祇園テラス鞍楽」、「くらおかくらら」として利用されている。

## 部活動
- 男子バレーボール部
- 女子卓球部
- 剣道部

## 交通
最寄りのバス停留所
- 五ヶ瀬コミュニティバス「祇園町」停留所より徒歩5分。

最寄りの幹線道路
- 国道265号（ひむか神話街道）
- 宮崎県道202号鞍岡赤谷線

## 周辺
- 五ヶ瀬町立鞍岡小学校
- 五ヶ瀬町立鞍岡保育所
- 高千穂警察署 鞍岡警察官駐在所
- 鞍岡郵便局
- 祇園神社
- 鞍岡薬師堂
- 金光寺
- 五ヶ瀬のしだれ桜
- 五ヶ瀬川

## 参考資料
- 「五ヶ瀬町史 続編」（2023年（令和5年）3月31日発行, 五ヶ瀬町）p.527～p.531（鞍岡中学校）